# Igé (Orne)
Igé – miejscowość i gmina we Francji, w regionie Normandia, w departamencie Orne.
Według danych na rok 1990 gminę zamieszkiwało 685 osób, a gęstość zaludnienia wynosiła 25 osób/km² (wśród 1815 gmin Dolnej Normandii Igé plasuje się na 330. miejscu pod względem liczby ludności, natomiast pod względem powierzchni na miejscu 47.).

## Zabytki
Na terenie gminy znajduje się m.in. Zamek Lonné (fr. Le château de Lonné).

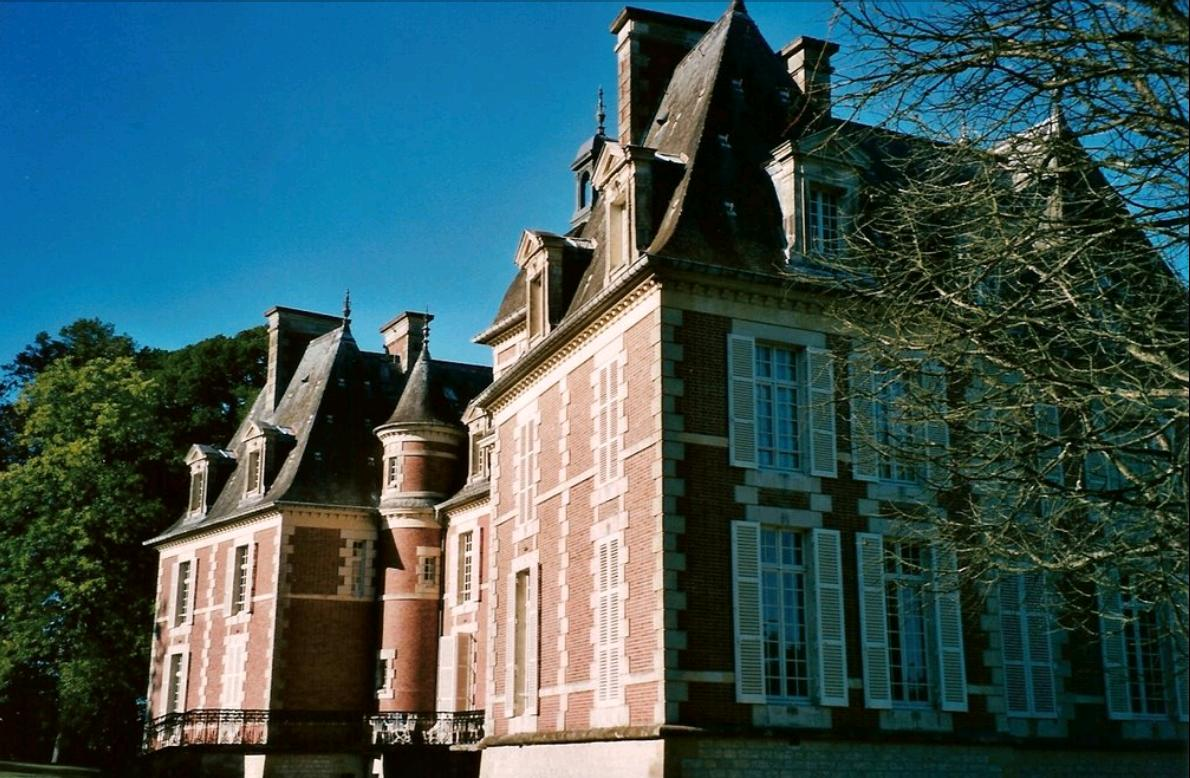
Zamek Lonné